# 魏學仁
魏学仁（1899年—1987年）, 字乐山，江苏南京人，中国电化教育专家。

## 生平
1922年毕业金陵大学。1925年获得洛氏基金会奖学金，赴美国芝加哥大学研究院，攻读物理学。1928年，获得博士学位。
1930—1946担任金陵大学首任理学院首任院长。